# Le Pouvoir des plantes

Le Pouvoir des plantes (également édité en vidéo sous le titre Meurtre sans témoin) est un film américain réalisé par Jonathan Sarno, sorti en 1979.

## Synopsis
Pour retrouver l'assassin de sa sœur, Rilla décide d'entrer en communication avec le seul témoin du meurtre: une plante. Cette enquête la plonge dans un monde peuplé de cauchemars, alors que réapparaît l'assassin.

## Fiche technique
- Titre original: The Kirlian Witness
- Réalisation de: Jonathan Sarno
- Pays d'origine :  États-Unis
- Genre: Film fantastique
- Durée: 91 minutes
- Année: 1979

## Distribution
- Nancy Snyder: Rilla
- Nancy Boykin: Laurie
- Joel Colodner: Robert
- Ted Le Plat: Dusty
- Lawrence Tierney: Le détective